# Xã Cranberry, Quận Venango, Pennsylvania
Xã Cranberry (tiếng Anh: Cranberry Township) là một xã thuộc quận Venango, tiểu bang Pennsylvania, Hoa Kỳ. Năm 2010, dân số của xã này là 6.685 người.